# Müngersdorf
Müngersdorf, Köln-Müngersdorf — dzielnica miasta Kolonia w Niemczech, w okręgu administracyjnym Lindenthal, w kraju związkowym Nadrenia Północna-Westfalia, na lewym brzegu Renu. 
Na terenie dzielnicy znajduje się Haus Belvedere, najstarszy zachowany budynek dworcowy w Niemczech.